# Silke Kraushaar-Pielach
Silke Kraushaar, pel seu casament Silke Kraushaar-Pielach   (Sonneberg, 10 d'octubre de 1970) és una corredora de luge alemanya, ja retirada, que destacà a finals de la dècada del 1990 i durant la dècada del 2000.

## Biografia
Va néixer el 10 d'octubre de 1970 a la ciutat de Sonneberg, població situada a l'estat de Turíngia, que en aquells moments formava part de la República Democràtica Alemanya (RDA) i que avui en dia forma part d'Alemanya.

## Carrera esportiva
Va participar, als 27 anys, en els Jocs Olímpics d'Hivern de 1998 realitzats a Nagano (Japó), on aconseguí la medalla d'or en la prova individual femenina de luge. En els Jocs Olímpics d'Hivern de 2002 realitzats a Salt Lake City (Estats Units) aconseguí la medalla de bronze, i en els Jocs Olímpics d'Hivern de 2006 realitzats a Torí (Itàlia) aconseguí la medalla de plata. Amb aquesta nova medalla es convertí en la corredora de luge més guardonada de la història de l'olimpisme amb tres medalles.
Al llarg de la seva carrera ha guanyat 10 medalles en el Campionat del Món de luge, destacant quatre medalles d'or (tant en modalitat individual femenina com en parelles mixtes). En el Campionat d'Europa de luge ha guanyat també 10 medalles, set d'elles d'or.
Ha guanyat les generals de la Copa del Món de l'especialitat les temporades 1998/1999, 2000/2001, 2001/2002, 2005/2006 i 2006/2007.